# Antyle Holenderskie na Letnich Igrzyskach Olimpijskich 2004
Antyle Holenderskie na Letnich Igrzyskach Olimpijskich 2004 reprezentowało 3 zawodników, byli to wyłącznie mężczyźni.

## Skład kadry

### Jeździectwo
| Zawodnik    | Konkurencja | Ujeżdżenie | Ujeżdżenie | Kross | Kross | Skoki | Skoki | Skoki (finał)         | Skoki (finał)         | Rezultat | Rezultat |
| Zawodnik    | Konkurencja | Pkt.       | Poz.       | Pkt.  | Poz.  | Pkt.  | Poz.  | Pkt.                  | Poz.                  | Poz.     |          |
| ----------- | ----------- | ---------- | ---------- | ----- | ----- | ----- | ----- | --------------------- | --------------------- | -------- | -------- |
| Eddy Stibbe | WKKW        | 57.8       | 40         | 107.0 | 58    | 115.0 | 53    | → Nie awansował dalej | → Nie awansował dalej | 53       |          |

### Lekkoatletyka
| Zawodnik         | Konkurencja   | Kwal. | Kwal. | Ćwierćfinał           | Ćwierćfinał           | Półfinał              | Półfinał              | Finał                 | Finał                 |
| Zawodnik         | Konkurencja   | Wynik | Poz.  | Wynik                 | Poz.                  | Wynik                 | Poz.                  | Wynik                 | Poz.                  |
| ---------------- | ------------- | ----- | ----- | --------------------- | --------------------- | --------------------- | --------------------- | --------------------- | --------------------- |
| Churandy Martina | bieg na 100 m | 10.23 | 3     | 10.24                 | 7                     | → Nie awansował dalej | → Nie awansował dalej | → Nie awansował dalej | → Nie awansował dalej |
| Geronimo Goeloe  | bieg na 200 m | 21.09 | 7     | → Nie awansował dalej | → Nie awansował dalej | → Nie awansował dalej | → Nie awansował dalej | → Nie awansował dalej | → Nie awansował dalej |